# صيغة أويلر
صيغة أويلر تعرف بهذا الاسم نسبة إلى الرياضياتي ليونارد أويلر، وهي صيغة رياضية في التحليل المركب تحدد العلاقة الوثيقة بين الدوال المثلثية والدالة الأسية المركبة. تنص صيغة أويلر على أنه لأي عدد حقيقي x :
{\displaystyle e^{ix}=\cos x+i\;\sin x}
حيث e هو أساس اللوغاريتم الطبيعي و i هو الوحدة التخيلية و sin و cos هما دالتا الجيب وجيب التمام على التوالي، و x سعة العدد المركب بالتقدير الدائري، أحيانًا يشار إلى الدالة الأسية المركبة بالصورة (cis(x، هذه الصيغة صحيحة أيضًا إذا كان x عددًا مركبًا؛ ولذا فإن بعض الكتاب لا يزالون يشيرون إلى الصورة الأكثر تعميمًا بصيغة أويلر.
ومن الجدير بالذكر أن ريتشارد فاينمان قد نعت صيغة أويلر قائلاً عنها: «جوهرتنا» و «واحدة من أبرز الصيغ وأكثرها إدهاشًا في كل الرياضيات».

## نبذة تاريخية
في عام 1702 لاحظ بيرنولي أن
{\displaystyle {\frac {1}{1+x^{2}}}={\frac {1}{2}}\left({\frac {1}{1-ix}}+{\frac {1}{1+ix}}\right)\ .}
وبما أن
{\displaystyle \int {\frac {dx}{1+ax}}={\frac {1}{a}}\ln(1+ax)+C\ ,}
يتضح أن المعادلة الموضحة بأعلى تتعلق باللوغاريتمات المركبة، لكن برنولي لم يقم بإجراء عملية التكامل، وتوحي الرسائل التي كانت بينه وبين أويلر (الذي كان على علم أيضًا بنفس المعادلة) أنه لم يكن يفهم اللوغاريتمات على أكمل وجه. وقد اقترح أويلر أن اللوغاريتمات المركبة من الممكن أن يكون لها قيم عديدة لا متناهية.
في غضون سنة 1714 اكتشف روجر كوتس أن:
{\displaystyle \ln(\cos x+i\sin x)=ix\ }
(حيث "ln" تعني اللوغاريتم الطبيعي؛ أي اللوغاريتم الذي أساسه e)، يُعلم الآن أن اللوغاريتم المركب له عدد لا نهائي من القيم؛ نظرًا للطبيعة الدورية للدوال المثلثية، لكن كوتس غفل عن هذه الحقيقة.
أويلر (ربما نحو 1740) ولى انتباها إلى الدالة الأسية بدلاً من اللوغاريتمات، واستطاع الحصول على الصيغة الصحيحة المعروفة باسمه الآن، وقد نشرها في 1748، معتمدًا في إثباتها على المتسلسلات اللامتناهية. لم يُقدَّر لكلا الرجلين أن يريا التمثيل الهندسي للصيغة، إذ أن تمثيل الأعداد المركبة كنقاط على المستوى المركب لم يظهر إلا بعد خمسين سنة بعد ذلك.

## التطبيقات في نظرية الأعداد المركبة
يمكن تفسير الصيغة بالقول أن الدالة eix تمثل جميع النقاط الواقعة على دائرة الوحدة في مستوى الأعداد المركبة، ذلك عندما يكون مدى x في نطاق الأعداد الحقيقية. حيث x هي الزاوية المحصورة بين الخط الواصل من نقطة الأصل إلى أي نقطة على الدائرة وبين الاتجاه الموجب لمحور السينات، مقاسة في اتجاه عكس عقارب الساعة، وبالتقدير الدائري.
الإثبات الأصلي الذي قدمه أويلر يعتمد على مفكوك تايلور للدالة الأسية ez (حيث z عدد مركب)، ودالة الجيب sin x، وجيب التمام cos x لأي عدد حقيقي x (سيتم تناول الإثبات أدناه)، في الحقيقة هذا الإثبات يبين أن صيغة أويلر صحيحة لكل عدد مركب  z.
أي نقطة في المستوى المركب من الممكن أن تمثل بعدد مركب مكتوب في صورة إحداثيات ديكارتية، تقدم صيغة أويلر وسيلة للتحويل من هذه الإحداثيات الديكارتية إلى الإحداثيات القطبية، مما يقلل الحدين إلى حد واحد، وهذا بدوره يبسط عمليات ضرب أو قسمة الأعداد المركبة، كما يبسط رفعها لأي قوى. أي عدد مركب z = x + iy من الممكن أن يكتب على الصورة:
{\displaystyle z=x+iy=|z|(\cos \phi +i\sin \phi )=re^{i\phi }\ }
{\displaystyle {\bar {z}}=x-iy=|z|(\cos \phi -i\sin \phi )=re^{-i\phi }\ }
حيث
الجزء الحقيقي:{\displaystyle x=\mathrm {Re} \{z\}\,}
الجزء التخيلي:{\displaystyle y=\mathrm {Im} \{z\}\,}
{\displaystyle r=|z|={\sqrt {x^{2}+y^{2}}}} مقياس z
{\displaystyle \phi =\arg z=\,arctan(y/x)} .
{\displaystyle \phi \,} تعني سعة العدد المركب z; أي الزاوية بين الاتجاه الموجب لمحور السينات والمتجه z، مقاسة في اتجاه عكس عقارب الساعة وبالتقدير الدائري، هذه الزاوية لا يحدث لها تغير إذا أضيف إليها 2π؛ ذلك أن الزاوية الناتجة ستكون مكافئة للزاوية الأصلية. عندما تكون x ≤ 0 يجب تعديل {\displaystyle \phi \,} بحسب الربع الذي تقع فيه.
من العلاقة السابقة يتبين أن صيغة أويلر من الممكن أن تستخدم في إيجاد لوغاريتم عدد مركب، مع الأخذ في الاعتبار أن اللوغاريتم هو عملية عكسية لعملية الرفع للأسس كالتالي
{\displaystyle a=e^{\ln(a)}\ }
كما أن
{\displaystyle e^{a}e^{b}=e^{a+b}\ }
وكلاهما صحيحان لأي عددين مركبين a وb.
وهكذا يمكن من كتابة ما يلي:
{\displaystyle z=|z|e^{i\phi }=e^{\ln |z|}e^{i\phi }=e^{\ln |z|+i\phi }\ }
وبأخذ لوغاريتم الطرفين فإن:
{\displaystyle \ln z=\ln |z|+i\phi \ .} لكل z ≠ 0،
وهذه الصيغة من الممكن أن تستخدم باعتبارها تعريف اللوغاريتم المركب، وهكذا فإن لوغاريتم عدد مركب هو دالة متعددة القيم؛ نتيجة أن {\displaystyle \phi } متعددة القيم.
واخيرًا قانون الأس الذي ينص على أن
{\displaystyle (e^{a})^{k}=e^{ak}\ ,}
والذي من الممكن أن تثبت صحته لكل عدد صحيح k، من الممكن أن يستخدم، إلى جانب صيغة أويلر، لتوليد عدة متطابقات مثلثية، ذلك إلى جانب إثبات صيغة ديموافر.

## العلاقة بحساب المثلثات
تبين صيغة أويلر الاتصال القوي بين التحليل الرياضي وحساب المثلثات، كما تقدم تفسيرًا لدالتي الجيب وجيب التمام في صورة مجاميع مرجحة للدالة الأسية.
{\displaystyle \cos x=\mathrm {Re} \{e^{ix}\}={e^{ix}+e^{-ix} \over 2}}
{\displaystyle \sin x=\mathrm {Im} \{e^{ix}\}={e^{ix}-e^{-ix} \over 2i}\ .}
المعادلتان أعلاه يمكن أن تُشتقا من جمع وطرح صيغتي أويلر التاليتين:
{\displaystyle e^{ix}=\cos x+i\sin x\;}
{\displaystyle e^{-ix}=\cos(-x)+i\sin(-x)=\cos x-i\sin x\;}
ويمكن لهاتين الصيغتين أن تُستخدما كتعريف للدوال المثلثية ذات السعة المركبة أو التخيلية. على سبيل المثال، بوضع x = iy في المعادلتين ينتج أن:
{\displaystyle \cos(iy)={e^{-y}+e^{y} \over 2}=\cosh(y)}
{\displaystyle \sin(iy)={e^{-y}-e^{y} \over 2i}=-{1 \over i}{e^{y}-e^{-y} \over 2}=i\sinh(y)\ .}
الأسس المركبة قد تساعد أيضًا في تبسيط حساب المثلثات؛ لأنها يسهل التعامل معها رياضيًا عن التعامل مع المركبات الجيبية، أحد الوسائل إلى ذلك ببساطة هو تحويل الدوال الجيبية (الجيب وجيب التمام) إلى تعبيرات أسية مكافئة لها، ثم إجراء العمليات الرياضية على هذه التعبيرات لوضعها في أبسط صورة ممكنة، هذه الصور المبسطة الناتجة تظل حقيقية القيمة، فمثلاً :
{\displaystyle {\begin{aligned}\cos x\cdot \cos y&={\frac {(e^{ix}+e^{-ix})}{2}}\cdot {\frac {(e^{iy}+e^{-iy})}{2}}\\&={\frac {1}{2}}\cdot {\frac {e^{i(x+y)}+e^{i(x-y)}+e^{i(-x+y)}+e^{i(-x-y)}}{2}}\\&={\frac {1}{2}}\left[\underbrace {\frac {e^{i(x+y)}+e^{-i(x+y)}}{2}} _{\cos(x+y)}+\underbrace {\frac {e^{i(x-y)}+e^{-i(x-y)}}{2}} _{\cos(x-y)}\right]\ .\end{aligned}}}
هناك وسيلة أخرى لتبسيط الدوال الجيبية، وذلك عن طريق تمثيلها بدلالة الجزء الحقيقي من الدالة الأسية المركبة في صورة مناسبة، ثم إجراء العمليات الرياضية اللازمة لتبسيط هذا الصورة، وفي النهاية يُؤخذ الجزء الحقيقي منها ويُهمل الجزء التخيلي. مثلاً :
{\displaystyle {\begin{aligned}\cos(nx)&=\mathrm {Re} \{\ e^{inx}\ \}=\mathrm {Re} \{\ e^{i(n-1)x}\cdot e^{ix}\ \}\\&=\mathrm {Re} \{\ e^{i(n-1)x}\cdot (e^{ix}+e^{-ix}-e^{-ix})\ \}\\&=\mathrm {Re} \{\ e^{i(n-1)x}\cdot \underbrace {(e^{ix}+e^{-ix})} _{2\cos(x)}-e^{i(n-2)x}\ \}\\&=\cos[(n-1)x]\cdot 2\cos(x)-\cos[(n-2)x]\ .\end{aligned}}}

## تطبيقات أخرى
تستخدم أحيانًا الدالة eix عند حل المعادلات التفاضلية لتبسيطها، وإن كان الحل الأخير دائمًا ما يكون في صورة دالة حقيقية تتضمن الجيب وجيب التمام. السبب للجوء إلى هذا الاستخدام هو كون الدالة الأسية دالة ذاتية "eigenfunction" في التفاضل. صيغة أويلر أيضًا تعتبر الأساس لمتطابقة أويلر؛ إذ أن الأخيرة هي نتيجة مباشرة من الأولى.
وفي الهندسة الكهربية ومجالات أخرى، فإن الإشارات التي تتغير تغيرًا دوريًا مع الزمن يعبر عنها بدلالة الجيب أو جيب التمام أو مجموعة مؤلفة منهما معًا (انظر تحليل فورييه)، ويكون من الملائم التعبير عنها بدلالة الجزء الحقيقي أو الجزء التخيلي من الدالة الأسية ذات الأس التخيلي (الدالة الأسية التخيلية أو المركبة)؛ وذلك بالاستعانة بصيغة أويلر. أيضًا تستخدم صيغة أويلر في التحليل الطوري للدوائر الكهربية، وذلك لتمثيل معاوقة مكثف أو ملف حث.

## تعريفات الدالة الأسية المركبة
الدالة الأسية ex لأي قيمة حقيقية x من الممكن التعبير عنها بصور ليست كثيرة مكافئة لها (انظر خصائص الدالة الأسية)، والعديد من هذه الصور من الممكن أن تستغل في الحصول على تعريفات للدالة ez للقيم المركبة z، وذلك عن طريق استبدال x بالعدد المركب z، ثم إجراء العمليات الجبرية الممكنة في الأعداد المركبة، التعريفان المكافئان التاليان، على وجه الخصوص، من الممكن أن يستخدم أحدهما لتعريف الدالة الأسية المركبة.

### باستخدام متسلسلة القوى
لكل عدد مركب z
{\displaystyle e^{z}=1+{\frac {z}{1!}}+{\frac {z^{2}}{2!}}+{\frac {z^{3}}{3!}}+\cdots =\sum _{n=0}^{\infty }{\frac {z^{n}}{n!}}~.}
باستخدام اختبار النسبة من الممكن توضيح أن متسلسلة القوى هذه لها نصف قطر تقارب لا متناه، ومن ثم فإنها تعرِّف الدالة ez لكل الأعداد المركبة z.

### باستخدام النهايات
لكل عدد مركب z
{\displaystyle e^{z}=\lim _{n\rightarrow \infty }\left(1+{\frac {z}{n}}\right)^{n}~.}

## البراهين
من الممكن برهنة الصيغة بعدة طرق.

### باستخدام متسلسلة القوى
فيما يلي برهان صيغة أويلر باستخدام مفكوك متسلسلة القوى بالإضافة إلى حقائق أساسية عن رفع الوحدة التخيلية i لأي أس:
{\displaystyle {\begin{aligned}i^{0}&{}=1,\quad &i^{1}&{}=i,\quad &i^{2}&{}=-1,\quad &i^{3}&{}=-i,\\i^{4}&={}1,\quad &i^{5}&={}i,\quad &i^{6}&{}=-1,\quad &i^{7}&{}=-i,\end{aligned}}}
وهكذا...
وباستخدام متسلسلة القوى المذكورة أعلاه، نجد أنه لأي قيمة حقيقية x
{\displaystyle {\begin{aligned}e^{ix}&{}=1+ix+{\frac {(ix)^{2}}{2!}}+{\frac {(ix)^{3}}{3!}}+{\frac {(ix)^{4}}{4!}}+{\frac {(ix)^{5}}{5!}}+{\frac {(ix)^{6}}{6!}}+{\frac {(ix)^{7}}{7!}}+{\frac {(ix)^{8}}{8!}}+\cdots \\[8pt]&{}=1+ix-{\frac {x^{2}}{2!}}-{\frac {ix^{3}}{3!}}+{\frac {x^{4}}{4!}}+{\frac {ix^{5}}{5!}}-{\frac {x^{6}}{6!}}-{\frac {ix^{7}}{7!}}+{\frac {x^{8}}{8!}}+\cdots \\[8pt]&{}=\left(1-{\frac {x^{2}}{2!}}+{\frac {x^{4}}{4!}}-{\frac {x^{6}}{6!}}+{\frac {x^{8}}{8!}}-\cdots \right)+i\left(x-{\frac {x^{3}}{3!}}+{\frac {x^{5}}{5!}}-{\frac {x^{7}}{7!}}+\cdots \right)\\[8pt]&{}=\cos x+i\sin x\ .\end{aligned}}}
في الخطوة الأخيرة استُعوِض بمتسلسلتي تايلور لدالتي الجيب وجيب التمام بقيمتهما: (sin(x و (cos(x، ويلاحظ أن إعادة ترتيب الحدود مبرر لأن كل متسلسلة تتقارب تقاربًا مطلقًا.

### باستخدام حساب التفاضل والتكامل
باعتبار i ثابتًا، وليكن ثابتًا تخيليًا، لاحظ أن
{\displaystyle {\frac {d}{dx}}e^{ix}=ie^{ix}\ .}
وبافتراض أن
{\displaystyle f(x)=(\cos x-i\sin x)\cdot e^{ix}\ .}
إذن باستخدام قاعدة الضرب يمكن إيجاد مشتقة (ƒ(x كالتالي:
{\displaystyle {\begin{aligned}{\frac {d}{dx}}f(x)&=(\cos x-i\sin x)\cdot {\frac {d}{dx}}e^{ix}+{\frac {d}{dx}}(\cos x-i\sin x)\cdot e^{ix}\\&=(\cos x-i\sin x)(ie^{ix})+(-\sin x-i\cos x)\cdot e^{ix}\\&=(i\cos x+\sin x-\sin x-i\cos x)\cdot e^{ix}\\&=0\ .\end{aligned}}}
بما أن مشتقة (ƒ(x تساوي صفرًا فلابد أن تكون (ƒ(x دالة ثابتة في x؛ أي أن قيمة الدالة لا تتغير عند جميع قيم x، ولما كانت ƒ(0) = 1 (وذلك بالتعويض عن x = 0 في الدالة الأصلية) تكون ƒ(x) = 1، ومن ثم فإن.
{\displaystyle 1=(\cos x-i\sin x)\cdot e^{ix}\ .}
بضرب الطرفين في (cos x + i sin x)، نحصل على
{\displaystyle {\begin{aligned}\cos x+i\sin x&=(\cos x+i\sin x)(\cos x-i\sin x)\cdot e^{ix}\\&=(\cos ^{2}x-(i\sin x)^{2})\cdot e^{ix}=(\cos ^{2}x+\sin ^{2}x)\cdot e^{ix}=e^{ix}\ .\end{aligned}}}

### باستخدام المعادلات التفاضلية
نفترض أن (ƒ(x دالة في المتغير الحقيقيx بحيث
{\displaystyle f(x)=\cos x+i\sin x\ .}
بإجراء عملية التفاضل للطرفين بالنسبة إلى x
{\displaystyle {\begin{aligned}{\frac {d}{dx}}f(x)&=-\sin x+i\cos x\\&=if(x)\ .\end{aligned}}}
وهكذا يتضح أن (ƒ(x وeix يحققان نفس المعادلة التفاضلية العادية من الرتبة الأولى.

## وصلات خارجية
- إثبات صيغة أويلر نسخة محفوظة 4 نوفمبر 2005 على موقع واي باك مشين.، بواسطة يوليوس سميث
- صيغة أويلر ونظرية فيرمات الأخيرة
- الدالة الأسية المركبة، بواسطة جون إتش ماثيو
- عناصر الجبر
- تمثيل صيغة أويلر تمثيلاً إيضاحياً مرئياً